# Dolberg

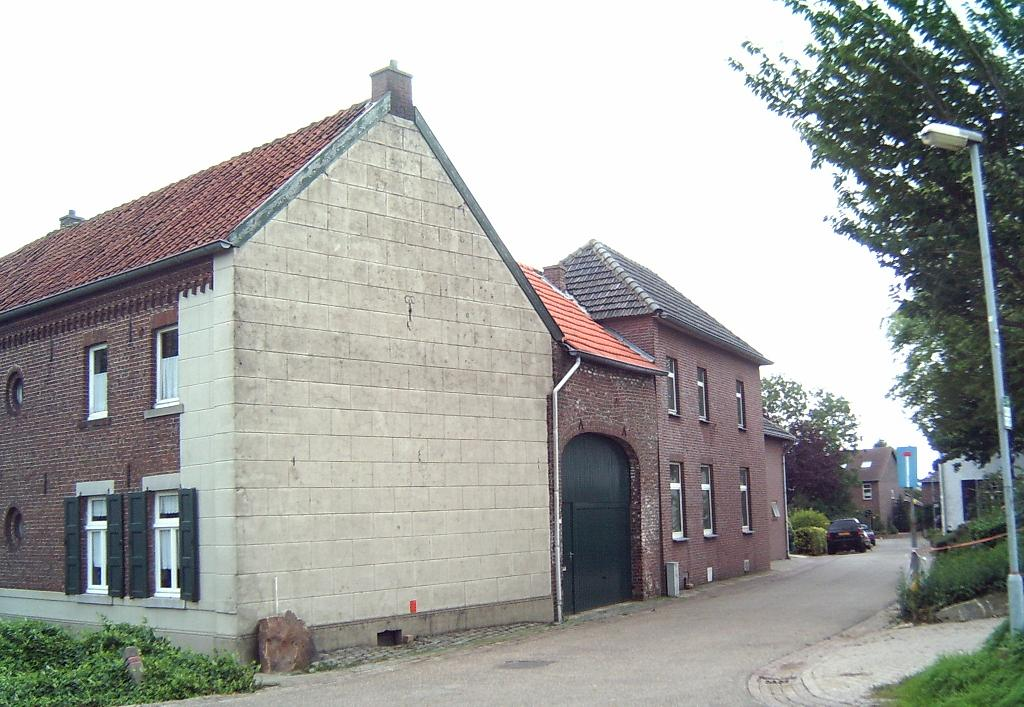
Hoeve in Dolberg.

Dolberg is een buurtschap van Klimmen in de gemeente Voerendaal, in de Nederlandse provincie Limburg.
De bebouwing ligt aan de doodlopende weg Dolberg. Onder die bebouwing bevinden zich enkele boerderijen waarvan één uit mergel is opgetrokken. In totaal wonen er ca. 60 mensen in een twintigtal huizen. Op de splitsing met de Waalheimerweg, richting Walem, staat een houten wegkruis.
In een greppel tussen Klimmen en Dolberg is Romeins aardewerk aangetroffen.
In een oorkonde uit 1324 wordt Henricus de Dollenberch vermeld.
Vroeger lagen hier twee grote pachthoeven: Klein Dollenberg, tot 1581 eigendom van het klooster van Sint-Gerlach, en Groot Dollenberg, lang in adellijk bezit.
Dorpen: Klimmen · Kunrade · Ransdaal · Ubachsberg · Voerendaal

Gehuchten: Colmont · Craubeek · Fromberg · Mingersborg · Retersbeek · Termaar · Weustenrade · Winthagen

Buurtschappen: Barrier · Dolberg · Hellebeuk · Koulen · Kruishoeve · Kunderberg · Lubosch · Opscheumer · Overheek · Termoors · Terveurt

Limburg: Steden en dorpen      Nederland: Provincies · Gemeenten